# ホセ・セバージョス・ジュニア
ホセ・フランシスコ・セバージョス・エンリケス（José Francisco Cevallos Enríquez, 1995年1月18日 - ）は、エクアドル・グアヤキル出身のサッカー選手。CSエメレク所属。ポジションはMF。
父親は元サッカー選手でエクアドル代表でもプレーしたホセ・セバージョス。

## 経歴
エクアドルにあるパナマSCのユースチームでキャリアをスタートさせ、2008年にLDUキトのユースチームに移籍した。2011年にトップチームに昇格した。
2013年1月28日、イタリアのユヴェントスFCへ完全移籍のオプション付きレンタルで移籍した。

## 代表歴
エクアドル代表として各年代でプレーし、2011 FIFA U-17ワールドカップ、2013年には南米ユース選手権に出場した。2017年2月22日、ホンジュラス代表との親善試合でA代表初出場。代表初得点も挙げ、3-1で勝利した。

## 所属クラブ
- LDUキト 2011-2017

→  ユヴェントスFC (loan) 2013-2014
- スポルティング・ロケレン 2018-2020

→  ポルティモネンセSC (loan) 2019
- CSエメレク 2020-